# Загорье (Устюженский район)
Загорье — деревня в Устюженском районе Вологодской области.
Входит в состав Никифоровского сельского поселения, с точки зрения административно-территориального деления — в Никифоровский сельсовет.
Расстояние до районного центра Устюжны по автодороге — 22 км, до центра муниципального образования посёлка Даниловское по прямой — 6 км. Ближайшие населённые пункты — Веницы, Вешки, Выползово.
Население по данным переписи 2002 года — 10 человек.